# Ljeskovik (Novo Goražde)
Pour les articles homonymes, voir Ljeskovik.
Ljeskovik (en serbe cyrillique : Љесковик) est un village de Bosnie-Herzégovine. Il est situé dans la municipalité de Novo Goražde et dans la république serbe de Bosnie. Selon les premiers résultats du recensement bosnien de 2013, il ne compte plus aucun habitant.

## Démographie

### Répartition de la population par nationalités (1991)
En 1991, le village comptait 20 habitants, tous Musulmans (Bosniaques).